# Рајхсрат (Аустрија)
Рајхсрат (њем.  — „Државни савјет”), познато и као Царско вијеће, био је законодавно тијело Аустријског царства од 1861, а од 1867. законодавно тијело Цислајтаније у оквиру Аустроугарске монархије. Било је то дводомо тијело: горњи дом је био Херенхаус (њем.  — „господски дом”), док је доњи дом био Абгеорднетенхаус (њем.  — „заступнички дом”). Да би закон ступио на снагу, морала су га усвојити оба дома, потписати одговорни министри владе, а затим је цар морао дати краљевску сагласност. Након усвајања, закони су објављивани у Рајхсгезенцблату (њем.  — „Државни законски гласник”). Поред Рајхсрата, петнаест крунских земаља Цислајтаније имало је своје земаљске саборе (њем. Landtage).
Сједиште Рајхсрата од 4. децембра 1883. било је у Згради парламента на Рингу у Бечу. Прије завршетка ове зграде, господски дом се састајао у Доњоаустријског земаљској кући, док се заступнички дом састајао у привременој дрвеној згради коју је дизајнирао Фердинанд Фелер. Рајхсрат је распуштен 12. новембра 1918, након пораза Аустроугарске у Првом свјетском рату.